# 前谷落
前谷落（まえやおとし）は、埼玉県行田市・鴻巣市を流れる河川である。

## 概要
「落」は農業用排水路であることを意味しており、主な水源は杣殿用水路からの用水の排水と都市排水であるが、排水路としてだけではなく農業用水路としても用いられている。鴻巣市下忍と鎌塚一丁目の境界で元荒川に合流する。合流点周辺は元荒川両岸に植樹された桜並木がある。前谷落悪水路・前谷落排水路とも呼ばれる。

### 支流
- がんがら落

### 河川施設
- 京田堰

## 橋梁
- たくみの橋 - ものづくり大学前
- 前谷橋（埼玉県道66号行田東松山線）
- 名称不明
- 鎌塚橋（埼玉県道148号騎西鴻巣線）
- 名称不明（国道17号吹上バイパス）
- 水鳥橋（人道橋）

橋は数多く架かるが名前の付いた橋は少ない。